# Virgile d'Arles
Pour les articles homonymes, voir Virgile (homonymie).
Saint Virgile d’Arles, en latin Virgilius, né au VIe siècle, et mort le 1er octobre 610, est un ecclésiastique gallo-romain.
Archevêque d’Arles (588-610), il est nommé par saint Grégoire de Rome vicaire du Saint-Siège pour la Gaule. Il sacra évêque saint Augustin de Cantorbéry. Sa fête se célèbre le 5 mars.

## Légende
Selon une Vie écrite au VIIIe siècle, il naît dans un village d’Aquitaine, devient moine puis abbé de Lérins et archevêque d’Arles où il construit la cathédrale Saint-Étienne. Cette Vie, acceptée dans ses grandes lignes par Mabillon et les Bollandistes, n’est que la reproduction à peine modifiée de la Vie de saint Maxime, évêque de Riez, écrite par le patricien Dynamius avant la mort de Virgile .

## Biographie

### Origines et premières années
Selon Grégoire de Tours, Virgile, d'origine bourguignonne, est abbé de l'abbaye de Saint-Symphorien d'Autun, où il fut formé, et dont il devient abbé après Germain de Paris,. Puis grâce au soutien de saint Syagre, l’évêque d’Autun, il obtient l'archevêché d’Arles, en 588. Il aurait succédé à Licerius, mort en 588 de la peste. Les diptyques marquent toutefois immédiatement après ce dernier, Paschasius qui n’aurait siégé que très peu de temps.
Mais cette dernière chronologie ne fait pas l'unanimité ; la plupart des historiens actuels le font succéder directement à Licérius. Klingshirn, par exemple, dans son ouvrage sur Cesaire d’Arles citant Grégoire de Tours, indique que l’existence de ce Paschasius n'est pas fondée.

### Archevêque d’Arles

#### Le pasteur
Virgile réforme le clergé arlésien, donne de nombreux biens à l'Église et lutte contre la simonie. À Arles, il fait reconstruire la basilique Saint-Étienne, consacrée selon la tradition le 17 mai 626, ainsi que l'église Notre-Dame des Grâces aux Alyscamps sous le vocable de Saint-Honorat (ou de Saint-Sauveur).

#### Un proche du pape Grégoire
Grégoire le Grand lui accorde les mêmes honneurs qu'à ses prédécesseurs, avec le pouvoir d'assembler des conciles, et de juger en première instance, avec douze de ses collègues, les différents des évêques, et les questions sur le dogme. Ainsi le 1er août 595, Gregoire offre à Virgile le titre de vicaire pontifical accordé au siècle précédent aux évêques d’Arles par le pape Zozime. Cette dignité fait de lui l’intermédiaire obligé entre les évêques des Gaules et le Saint-Siège, et à même de régler nombre de problèmes. Le 12 août 595, Grégoire lui adresse sa lettre O quam bona sur la simonie pour le mettre en garde contre les méfaits de cette hérésie. Le pape presse également le roi Childeberg d’aider Virgile dans cette entreprise.
À plusieurs reprises (596 et 601), Virgile est sollicité par le pape pour offrir une aide à Augustin, que Grégoire avait tiré de son monastère de Rome, et ses moines envoyés en Angleterre pour travailler à la conversion des Anglais. En 596, on sait que la cité d'Arles abrite les préparatifs de cette mission ; à cette occasion des esclaves anglo-saxons sont achetés. Le 17 novembre 597, Augustin de Cantorbéry, de retour à Arles après avoir converti le roi, la reine et les principaux officiers, est consacré, à la demande du pape Grégoire Ier, archevêque de l'Église d'Angleterre dans la basilique Saint-Trophime par Virgile, alors vicaire du Saint-Siège en Gaules, dans une cérémonie où participent de nombreux évêques.
À une autre occasion (en 596), Grégoire lui demande de prendre sous sa protection un monastère du Saint-Siège dont son prédécesseur avait pris possession,.

#### Les premières alertes
Toutefois, en dépit de cette bienveillance, Virgile s’était déjà attiré des reproches du pape en 591 lorsque de nombreux Juifs, chassés d'Orléans et venant se réfugier en Provence, avaient été convertis de force par lui-même et son compère de Marseille Théodose. Grégoire le Grand leur adresse alors une lettre les louant de leurs bonnes intentions mais insistant pour qu’ils limitent leur zèle à la prédication et aux prières.
Les mauvais rapports de l'église d'Arles avec le pape à propos de ses domaines expliquent également en partie que Virgile ait dû attendre 595 pour être nommé vicaire. Puis quelques années plus tard, en 596 probablement à la suite de l'affaire Dynamius, Virgile qui gérait jusqu'alors, comme ses prédécesseurs, la perception des revenus ecclésiastiques en Gaule, se voit chapeauté par instruction papale, par l'évêque d'Aix chargé de le contrôler.

#### La disgrâce
L’amitié du pape se refroidit un peu plus par la suite et cela principalement parce que Virgile ne s'oppose pas au mariage que Syagrie avait contracté, alors qu’elle avait fait profession de la vie religieuse. Le pape lui en fait le reproche en juillet 599. Peut-être est-ce à cause de cette négligence que Grégoire accorde ensuite, aux instances de la reine Brunehilde (Brunehaut), le pallium  à Syagrius, l’évêque d'Autun, avec le pouvoir d'assembler des conciles. Ce refroidissement du ряре envers Virgile diminue beaucoup l'autorité du métropolitain d'Arles et contribue au déclin du vicariat de l'église d'Arles.
En 601, le pape Grégoire demande à Virgile d’organiser un concile contre la simonie et pour obliger l’archevêque de Marseille à reformer son diocèse. Virgile meurt le 1er octobre 610.

### Liens
- Ressource relative à la religion :   - Catholic Hierarchy